# Roman Vlad
Roman Vlad (* 29. Dezember 1919 in Czernowitz, Bukowina, Rumänien; † 21. September 2013 in Rom, Italien) war ein in Rumänien geborener italienischer Komponist, Pianist und Musikwissenschaftler. Er schuf zahlreiche musikalische Werke für das italienische Kino der 1940er, 1950er und 1960er Jahre. Darunter Kompositionen für Filme wie Die Mauern von Malapaga, Der Pakt mit dem Teufel, Ein Sonntag im August, Herrin der Welt oder Mädchen im Schaufenster.

## Leben und Werk
Roman Vlad studierte zunächst in seiner Heimat Rumänien bei Titus Tarnawski und Liviu Russu und erwarb ein Diplom als Pianist. Vor dem Eintreffen der Roten Armee floh er 1938 nach Italien und studierte dort an der Universität von Rom und später an der Accademia Nazionale di Santa Cecilia. 1951 wurde Vlad auch offiziell italienischer Staatsbürger.
Vlad begann seine Karriere als Interpret und Komponist, er gewann den Enescu-Preis im Jahre 1942 für seine Sinfonietta und das Silberne Band für seine Filmmusik. Er war künstlerischer Leiter der Accademia Filarmonica Romana von 1955 bis 1958 und noch einmal von 1966 bis 1969. 1957, 1962 und 1965 wirkte er als Juror bei den Weltmusiktagen der Internationalen Gesellschaft für Neue Musik (ISCM World Music Days).
Er wurde 1960 Präsident der italienischen Gesellschaft für Neue Musik und musikalischer Berater für das dritte italienische Programm RAI.
Vlad war ein vielseitiger Komponist, er schrieb sinfonische Werke für den Konzertsaal aber auch Ballettmusik und Musik für das Theater. Vlad veröffentlichte als Musikwissenschaftler verschiedene Bücher über Musik, einschließlich über die Geschichte der Zwölftonmusik (1958) und Biographien von Strawinsky und Dallapiccola.
Hauptsächlich bekannt wurde Roman Vlad jedoch für seine zahlreichen Filmkompositionen. Während der 1940er Jahre schrieb er für zahlreiche Kurz- und Dokumentarfilme wie Racconto da un affresco, Romantici a Venezia oder Bianchi pascoli die Musik, bevor er sich ab 1946 auch der Komposition von Spielfilmen widmete. Sein erster großer Erfolg wurde 1949 die Musik für das Drama von Regisseur René Clément Die Mauern von Malapaga mit Jean Gabin und Isa Miranda in den Hauptrollen. Zu Beginn der 1950er Jahre entstanden die Partituren für René Clairs Der Pakt mit dem Teufel mit Michel Simon und Gérard Philipe und für die Komödie Ein Sonntag im August von Regisseur Luciano Emmer.
In den 1950er Jahren komponierte er die Musik für zahlreiche namhafte Regisseure wie Marcello Pagliero, Mario Zampi, Giuliano Biagetti, Romolo Marcellini, Ladislao Vajda, Vittorio Gassman, Riccardo Freda, Jules Dassin, Alexandre Astruc, Francesco Rosi oder Ralph Habib. Zu Beginn der 1960er Jahre entstanden noch verschiedene andere Filmkompositionen für Filmemacher wie William Dieterle, Marino Girolami, Carlo Campogalliani, Vincenzo Lucci-Chiarissi oder Renato Castellani.
1988 schrieb er für den Film Il giovane Toscanini von Regisseur Franco Zeffirelli eine seiner letzten Filmmusiken. Roman Vlad verstarb am 21. September 2013 im Alter von 93 Jahren in Rom.
Vlad war Mitglied des Direktoriumsrats der Accademia Nazionale di Santa Cecilia und künstlerischer Berater für das Ravenna Festival und das Festival dei Due Mondi in Spoleto.

## Auszeichnungen
- 1942: Enescu-Preis
- 1995: Goldmedaille für Verdienste von Kultur und Kunst

## Filmografie (Auswahl)

### Spielfilme
- 1946: Eugenia Grandet
- 1949: Monastero di Santa Chiara
- 1949: Die Mauern von Malapaga (Le mura di Malapaga)
- 1949: Die Braut kann nicht warten (La sposa non può attendere)
- 1950: Ein Sonntag im August (Domenica d'agosto)
- 1950: Die letzten Tage von Pompeji (Gli ultimi giorni di Pompei)
- 1950: Der Pakt mit dem Teufel (La beauté du diable)
- 1950: Frauen ohne Namen (Donne senza nome)
- 1951: Three Steps North
- 1951: Incantesimo tragico
- 1951: Parigi è sempre Parigi
- 1953: La cavallina storna
- 1953: Ho scelto l'amore
- 1954: Liebe, Frauen und Soldaten (Destinées)
- 1954: Liebling der Frauen (Monsieur Ripois)
- 1954: Romeo und Julia (Romeo and Juliet)
- 1954: Die Gaunerparade (I tre ladri)
- 1955: Erkauftes Glück (Non c'è amore più grande)
- 1955: Il padrone sono me...
- 1956: Der Nerzmantel (Una pelliccia di visone)
- 1956: Genie und Wahnsinn (Kean)
- 1956: Mein Onkel, der Torero (Mi tío Jacinto)
- 1956: Camilla
- 1956: Die schönsten Tage des Lebens (I giorni più belli)
- 1957: Mario und die Dogge Chita (Lauta mancia)
- 1957: Träume in der Schublade (I sogni nel cassetto)
- 1957: Der Vampir von Notre Dame (I vampiri)
- 1958: Die Herausforderung (La sfida)
- 1958: Ein Frauenleben (Une vie)
- 1959: Wo der heiße Wind weht (La legge)
- 1959: Die Hölle in der Stadt (Nella città l'inferno)
- 1959: Die Vergeltung des roten Korsaren (Il figlio del corsaro rosso)
- 1959: Caltiki, Rätsel des Grauens (Caltiki – il mostro immortale)
- 1959: Geheimaktion Schwarze Kapelle
- 1960: Mobby Jackson
- 1960: Insel der weißen Wasser (Scana Boa)
- 1960: Herrin der Welt
- 1960: La encrucijada
- 1961: Ursus – Rächer der Sklaven (Ursus)
- 1961: Mädchen im Schaufenster (La ragazza in vetrina)
- 1962: Das schreckliche Geheimnis des Dr. Hichcock (L’orribile segreto del Dr. Hichcock)
- 1962: Nur tote Zeugen schweigen
- 1963: Dunkle Geschäfte (Un figlio d'oggi)
- 1964: Controsesso (Segment für "Donna d'affari, Una")
- 1988: Il giovane Toscanini

### Fernsehfilme und -serien
- 1960: Cieli alti (Fernsehfilm)
- 1966: La Fantarca (Fernsehoper)
- 1971: La vita di Leonardo da Vinci (Fernsehserie, 1 Episode)
- 1978: Effetti speciali (Fernsehfilm)
- 1979: Der kleine Archimedes (Il piccolo Archimede) (Fernsehfilm)
- 1982: Giuseppe Verdi – Eine italienische Legende (Verdi) (Mini-Fernsehserie)

### Kurzfilme oder Dokumentarfilme
- 1941: Racconto da un affresco (Kurzdokumentarfilm)
- 1942: Destino d'amore (Kurzfilm)
- 1948: Romantici a Venezia (Kurzdokumentarfilm)
- 1948: La leggenda di Sant'Orsola (Kurzdokumentarfilm)
- 1948: Il paradiso perduto (Kurzfilm)
- 1948: Bianchi pascoli (Kurzdokumentarfilm)
- 1949: La colonna Traiana (Dokumentarfilm)
- 1949: I fratelli miracolosi (Kurzdokumentarfilm)
- 1951: Pictura (Dokumentarfilm)
- 1952: Leonardo da Vinci (Dokumentarfilm)
- 1953: Dieci anni della nostra vita (Dokumentarfilm)
- 1954: Phantastisches Indien (India favolosa) (Dokumentarfilm)
- 1958: La redenzione (Dokumentarfilm)
- 1959: Fiesta en Pamplona (Kurzdokumentarfilm)
- 1959: Paradiso terrestre (Dokumentarfilm)
- 1963: Chagall (Dokumentar-Kurzfilm)
- 1966: La sublima fatica (Kurzdokumentarfilm)
- 2010: Roman Vlad e il suono della memoria (Dokumentarfilm)

## Konzertwerke

### Sinfonische Musik
- Suite von Weihnachtsliedern Siebenbürgen
- Meditationen auf einem alten russischen Gesang
- Musik für Geigen (Meloritmi)
- Konzert für Klavier und Orchester Concertante Variationen über eine Zwölftonreihe von Mozarts Don Giovanni
- Konzert für Gitarre und Orchester
- Konzert für Harfe und Orchester (Sonette an Orpheus)

### Kammermusik
- Serenade für zwölf Instrumente
- Divertimento für elf Instrumente
- Studi dodecafonici für Klavier
- Drei Gedichte von Montale für Bariton und Klavier, 1976

### Musik für Ballett
- La strada del caffè
- La dama delle camelie
- Il gabbiano
- Die Wiederkehr

### Musik für Theater
- 1947: La fiera delle maschere
- 1951: Intermezzo

## Publikationen
- Modernità e tradizione nella musica contemporanea, Turin, Giulio Einaudi, 1955
- Luigi Dallapiccola, Mailand, Suvini Zerboni, 1957
- Strawinsky, Turin, Giulio Einaudi, 1958
- Storia della dodecafonia, Mailand, Suvini Zerboni, 1958
- Introduzione alla civiltà musicale, Bologna, Nicola Zanichelli, 1988
- Capire la musica, Florenz, Giunti, 1989, ISBN 880920154X
- Architettura di un capolavoro. Analisi della Sagra della primaveradi Igor Stravinsky, Turin, BMG Publications, 2005 – ISBN 88-7592-802-9